# 山本和
山本 和（やまもと かのう、1909年11月28日 - 1995年3月8日）は、日本基督教団牧師、神学者。日本の代表的なバルト主義者。

## 経歴
岡山県出身。東京帝国大学経済学科卒業、日本神学校卒業。関東学院大学教授を経て、玉川大学教授。日本基督教団松山教会にて牧会。『救済史の神学』で文学博士。
日本基督教団より大東亜共栄圏に在る基督教徒に送る書翰の原案作成者である。彼はバルト神学を借用してこの使徒書簡を書いた。
大のバルト好きであった。バルトの肖像を飾り、その肖像にそっくりのパイプを買ってきてふかすほどだった。
日本キリスト教協議会編纂の『キリスト教大事典』の悪魔、救済史などを執筆。「悪魔」の項目で、キリスト教の教理としての伝統的な悪魔観を否定している。
1995年3月8日、肺炎のため死去。

## 著作
- 『歴史と終末』（現代教養文庫813）社会思想社
- 『弁証法神学の倫理思想』新教出版社
- 『現代とプロテスタント倫理』創文社
- 『神と悪魔』創文社
- 『宗教と実存』創文社
- 『救済史の神学』創文社

## 翻訳
- カール・バルト『死人の復活』新教出版社
- カール・バルト『ピリピ書注解』新教出版社
- カール・バルト『教会と諸教派』長崎書店

## 親族
トインビー研究者の山本新は弟。息子は俳優。